# Biosphärenreservat Flusslandschaft Elbe

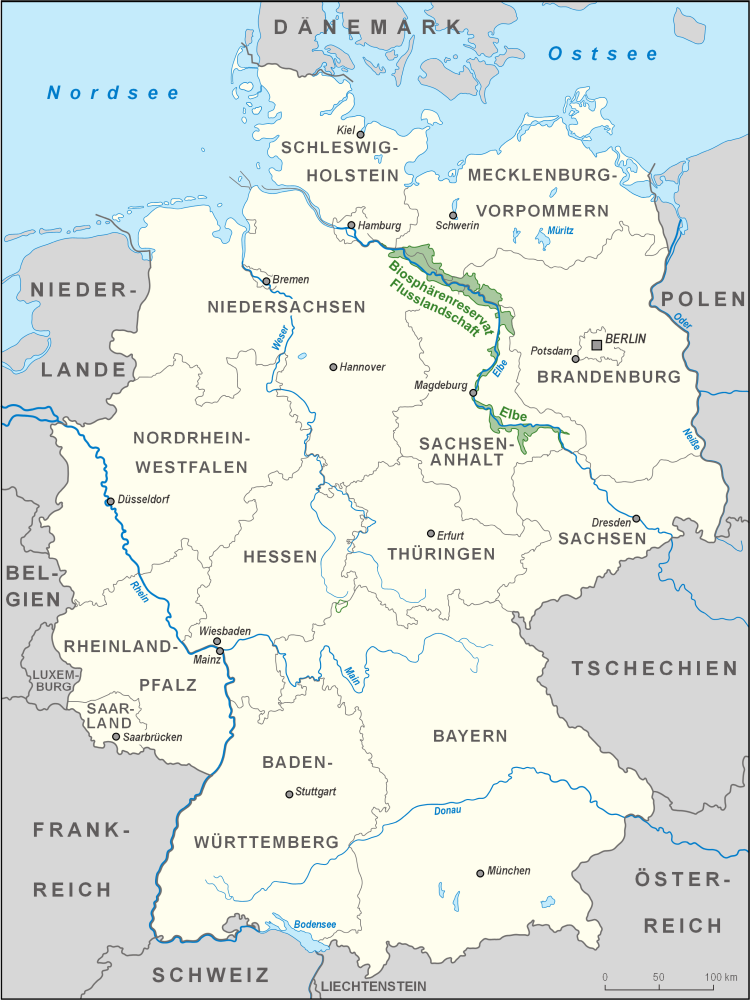
Lage des Biosphärenreservats Flusslandschaft Elbe

Das Biosphärenreservat Flusslandschaft Elbe wurde 1997 von der UNESCO als Biosphärenreservat anerkannt. Es besteht aus den vier Reservaten:
- Biosphärenreservat Mittelelbe (Sachsen-Anhalt) (126.000 ha)
- Biosphärenreservat Flusslandschaft Elbe-Brandenburg (53.300 ha)
- Biosphärenreservat Flusslandschaft Elbe-Mecklenburg-Vorpommern (42.600 ha)
- Biosphärenreservat Niedersächsische Elbtalaue (56.760 ha).

Das Biosphärenreservat Flusslandschaft Elbe umfasst 278.660 ha und beinhaltet Gebiete, die bereits vor 1997 unter Schutz standen. Auch das Dessau-Wörlitzer Gartenreich als eine europaweit bedeutende Kulturlandschaft in Sachsen-Anhalt ist Teil dieses Biosphärenreservats.
Die Ursprünge reichen bis 1979 zurück, als das Biosphärenreservat „Steckby-Lödderitzer Forst“ von der UNESCO ausgewiesen wurde. Heute ist der Steckby-Lödderitzer Forst Teil des Biosphärenreservat Mittelelbe, umfasst die Elbauen als einzigartiges Auenlandschaftsbiotop und bietet vielen vom Aussterben bedrohten Tieren und Pflanzen Schutz, vornehmlich auch dem Elbebiber.
Das Biosphärenreservat befindet sich übergreifend in den fünf Bundesländern:
- Sachsen-Anhalt
- Brandenburg
- Mecklenburg-Vorpommern
- Niedersachsen
- Schleswig-Holstein